# NGC 4683
NGC 4683 este o galaxie lenticulară situată în constelația Centaurul. A fost descoperită în 8 iunie 1834 de către John Herschel. Se află la o distanță de 41,5 de megaparseci de Pământ.